# Uludağ Gazoz

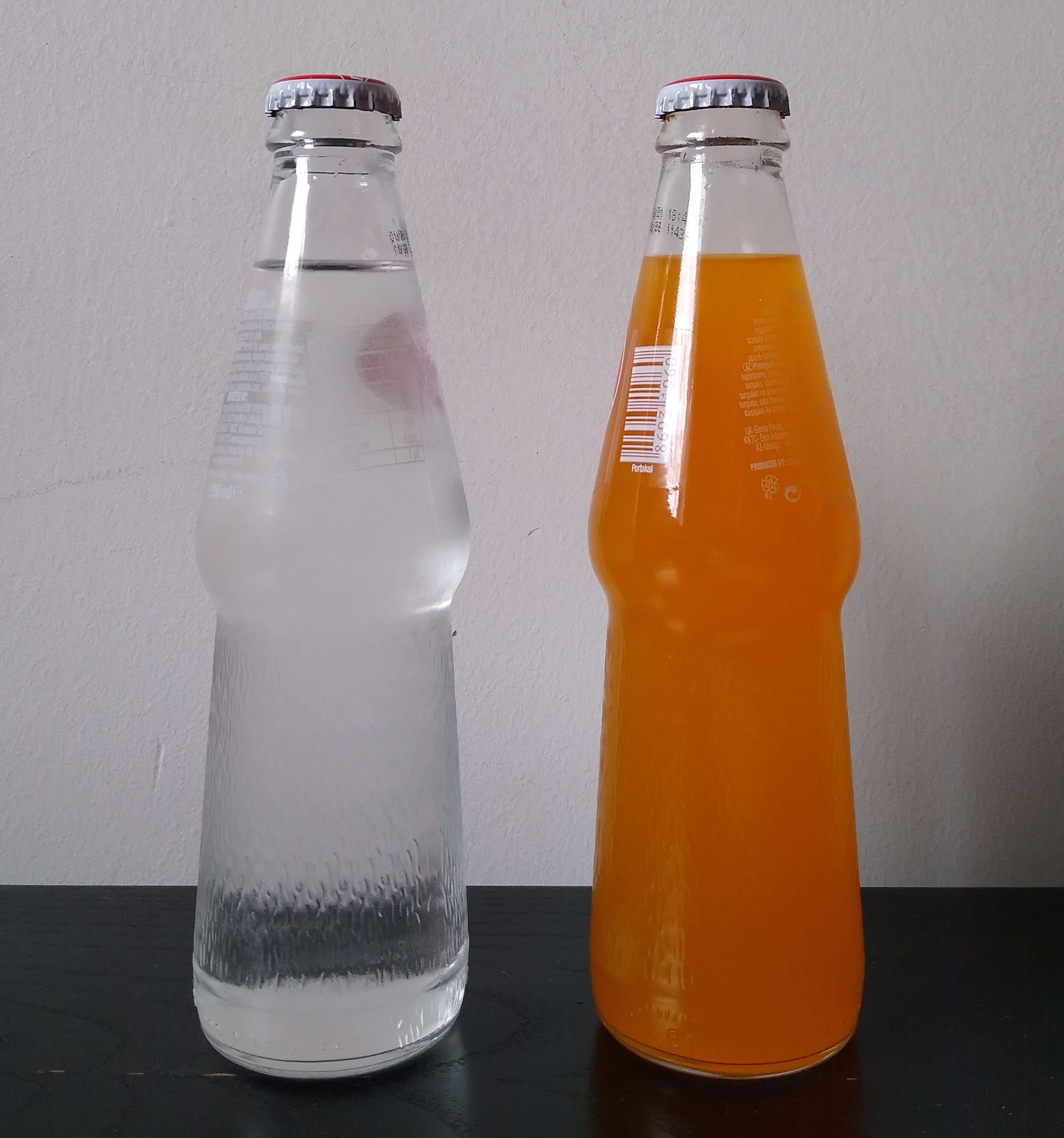
Uludağ Gazoz

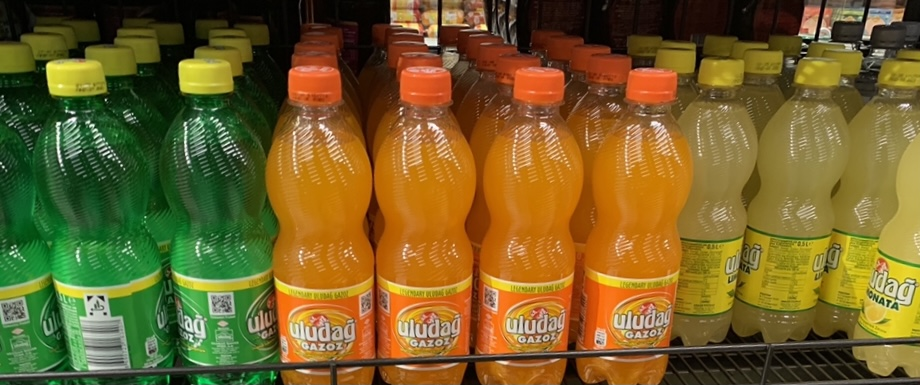
Diverses variants d'Uludağ Gazoz

L'Uludağ Gazoz (sovint anomenat simplement Uludağ) és un refresc produït pel fabricant turc Erbak-Uludağ İçecek A.Ş., amb seu a Bursa.
La marca es remunta al 1930. A més del gust de llimona, també se'n comercialitza una versió amb gust de taronja anomenada Uludağ Gazoz Orange. L'any 2018, les begudes es van exportar a més de 30 països.
El 2013, el fabricant Erbak-Uludağ İçecek A.Ş. va aconseguir una facturació total de més de 200 milions de dòlars nord-americans.

## Nom
Les etiquetes de la marca utilitzen el nom de la muntanya Uludağ, situada a l’oest de Turquia. Inicialment, la beguda es produïa exclusivament amb aigua procedent d’aquesta muntanya. El terme "Gazoz" es refereix a una varietat de llimonada turca, sent Uludağ Gazoz la més coneguda. La paraula Gazoz prové del francès gazeuse (que significa "gasosa"), i en turc s’utilitza generalment per referir-se a qualsevol llimonada ensucrada i carbònica.